# Gulån, Indalsälven
Gulån är ett vattendrag i Jämtland, Åre kommun, högerbiflod till Indalsälven. Vattendraget har en längd på cirka 15 kilometer (inklusive källflöden). Gulån rinner upp i Gulsjön sydväst om Järpen och strömmar åt nordnordost förbi Ängesvallen och nära Hålland, innan den mynnar i sjön Liten.
Gulån tillhör ett Natura 2000-område och är alltså särskilt skyddad, men får dåliga betyg som paddlingså (för klen vattenföring).